# Thalassoma lunare
Espèce
Statut de conservation UICN

 LC  : Préoccupation mineure
Thalassoma lunare, espèce appelée Girelle paon aux Maldives ou Girelle verte (France, Djibouti) est une girelle, nom donné à certains poissons osseux de petite taille de la famille des Labridae. Elle peut cependant mesurer jusqu'à 45 cm de long.
Cette espèce se trouve dans les eaux peu profondes (de 1 à 20m) des lagunes et des récifs côtiers. Sa répartition géographique est la zone océanique Indo-Pacifique, de la Mer Rouge et de l’Afrique de l’Est aux îles de la Ligne.

## Alimentation
La girelle paon ou girelle verte se nourrit d’invertébrés benthiques tels les crustacés et les gastéropodes marins … et de petits poissons.